# Ɀ
ɀ یا Z با دُمِ کشیده برای آوانگاری جهت مطالعات زبان‌شناسی زبان‌های آفریقایی و برای نشان دادن همخوان لبی-لثوی [zʷ] مورد استفاده قرار می‌گیرد. 
در ۱۹۳۱ میلادی از این حرف برای نشان دادن ز سوت‌دار در زبان شونا استفاده شد. ولی به علت مشکل نبود این حرف در ماشین تحریر در ۱۹۵۵ ɀ کنار گذاشته شد و به جای آن از دونگارهٔ zv بهره بردند. 